# Gustav Nebehay
Gustav Nebehay (* 26. Juni 1881 in Wien; † 17. September 1935 in Marienbad) war ein österreichischer Kunsthändler.

## Leben
Der Buchhändler Nebehay ging im Jahr 1900 aus seiner Heimatstadt Wien nach Leipzig, wo er gemeinsam mit Hans Boerner in die Firma C. G. Boerner – eine der ältesten deutschen Kunsthandlungen, zu deren Kunden schon Johann Wolfgang von Goethe gezählt hatte – eintrat und dem bisher eher national bekannten Geschäft zu Weltgeltung auf dem Gebiet alter Grafik verhalf. Zu seinen Kunden gehörten Persönlichkeiten wie etwa der Schriftsteller Stefan Zweig. In der Buch- und Kunstmetropole Leipzig stieg Nebehay in den Folgejahren zu einem bedeutenden Grafikkenner und Antiquar auf und wurde zu einem führenden Spezialisten auf dem Gebiet der Handzeichnungen alter Meister. Nebehay war der erste Kunsthändler, der seine Kataloge in Form von bibliophilen Gelegenheitsdrucken herstellen ließ.
1908 heiratete er Marie Sonntag, die Schwester von Carl Sonntag jun., und zog mit ihr im Jahr 1917 zurück in seine Heimatstadt Wien, wo er im ersten Bezirk im Hotel Bristol seine eigene Kunsthandlung eröffnete und zudem Teilhaber am Antiquariat V. A. Heck am Kärntnerring wurde.
Nebehay war mit vielen Künstlern der Jahrhundertwende wie Gustav Klimt, Egon Schiele und Josef Hoffmann in beruflichem und freundschaftlichem Kontakt. Gustav Klimt etwa widmete der Familie Nebehay drei seiner Zeichnungen. Es war auch Nebehay, der die künstlerischen Nachlässe von Klimt und Schiele zur Veräußerung anvertraut bekam. Nebehay organisierte die erste postume Ausstellung Schieles und die Ausstellung der Werkzeichnungen Klimts zum Stoclet-Fries.
Auf einer Fotografie von Klimts Beerdigung ist Nebehay neben der Muse Klimts, Emilie Flöge, dem Architekten und Gründungsmitglied der Wiener Werkstätte, Josef Hoffmann, der Schriftstellerin und Salonnière Berta Zuckerkandl, dem Maler Ludwig Heinrich Jungnickel und dem Gesundheitspolitiker Julius Tandler zu sehen.

## Förderer

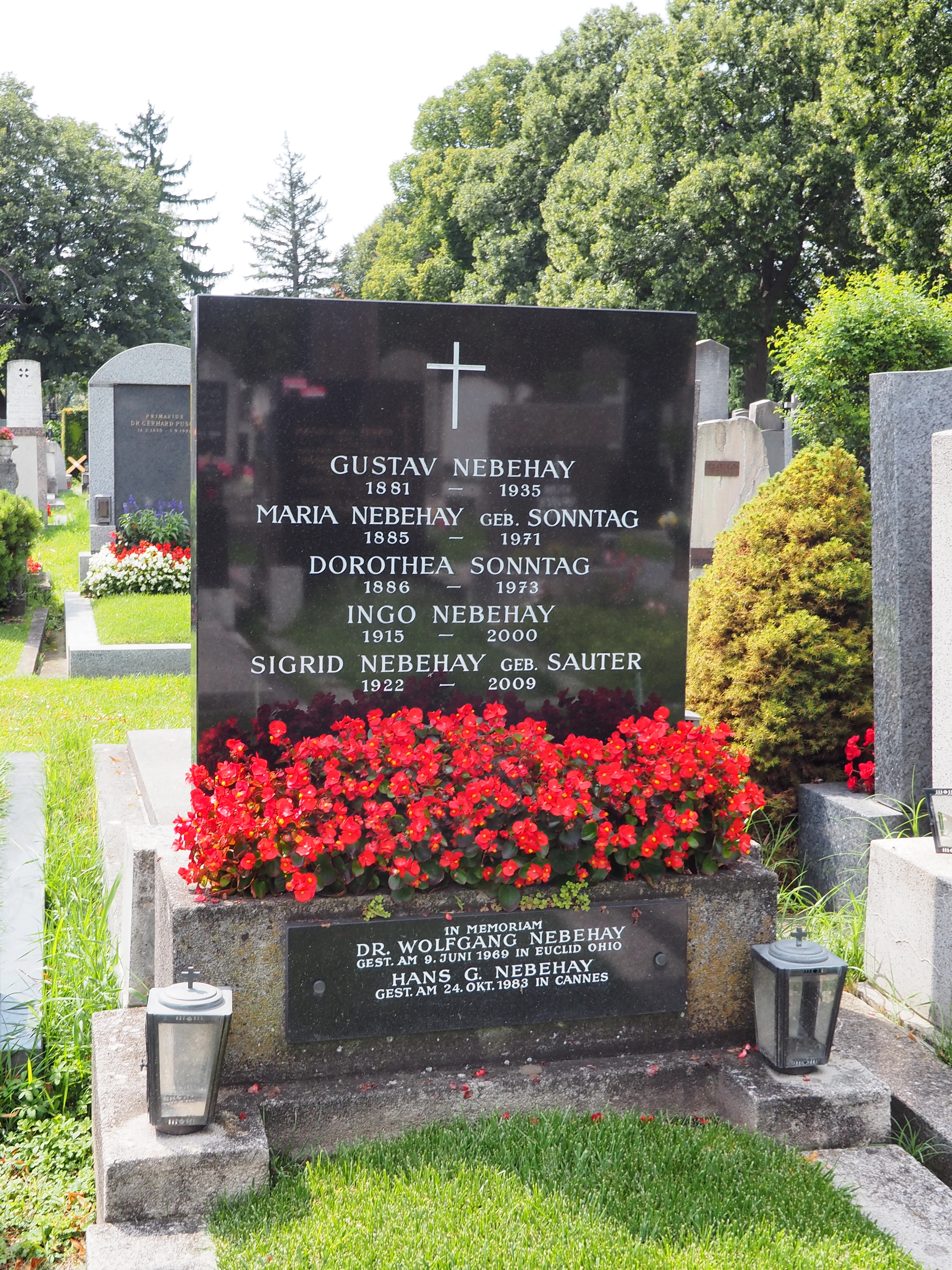
Grabstätte von Gustav Nebehay am Hietzinger Friedhof

Nebehay trat als Förderer vieler österreichischer Künstler in Erscheinung. Egon Schiele etwa schrieb 1917 in einem Brief an seinen Schwager: „Es hat sich jemand gefunden, der sich stark für mich interessiert.“ Für Schiele ebenso wie für Klimt veröffentlichte Nebehay die ersten Kataloge ihrer Handzeichnungen.
Als Schiele eine Ausstellung des Kunstvereins Kärnten im Künstlerhaus in Klagenfurt besuchte, war er von einem der ausgestellten Porträts des jungen Künstlers Herbert Boeckl begeistert und empfahl diesen an Gustav Nebehay weiter. Nebehay wurde so zu Boeckls Mäzen und Förderer und ermöglichte diesem schon früh Studienreisen u. a. nach Paris, Berlin und Sizilien.
Nach Nebehays frühem Tod im Jahr 1935 und seiner Bestattung auf dem Hietzinger Friedhof (Gruppe 40, Nr. 9E) betreute dessen ältester Sohn Christian M. Nebehay den Familienanteil bei Heck weiter. 1945 machte er sich selbständig und gründete sein eigenes Antiquariat in der Annagasse, das bis heute besteht.